# Ichijō Norifusa
Ichijō Norifusa (一条 教房) (1423 - 1480}) foi um nobre do período Muromachi da História do Japão. Foi o oitavo líder do Ramo Ichijō do Clã Fujiwara.

## Vida
Norifusa foi o filho filho mais velho de Kaneyoshi.

## Carreira
Norifusa serviu os seguintes imperadores : Go-Hanazono (1438-1464) e Go-Tsuchimikado (1464-1480).
Norifusa entrou para a Corte em  1438 durante o governo do Imperador Go-Hanazono. Em 1371, neste mesmo ano foi designado Chūnagon e em 1442 promovido a Dainagon.
Norifusa foi nomeado Naidaijin em 1452, Udaijin em 1455 e Sadaijin em 1457. Em 1458 foi nomeado Kanpaku (regente) do Imperador Go-Hanazono até 1463.
Por causa da Guerra de Ōnin que ocorreu em Quioto em 1467, Norifusa se mudou, junto com seu pai Kaneyoshi, para a cidade de Nara, mas logo partiu para a província de Tosa onde desempenhou o cargo de governador regressando para Quioto em 1477, quando a guerra terminou. Norifusa faleceria três anos depois.
Teve dois filhos: Ichijō Masafusa, que seria seu sucessor no Ramo Ichijō mas faleceu em combate durante a guerra civil de 1469, por isso Norifusa adotou seu irmão mais novo Fuyura (também conhecido como Fuyuyoshi) e passou-lhe a liderança do Ramo . O outro filho foi Ichijō Fusaie, nasceu quando Norifusa exercia o cargo de governador em Tosa e após o regresso do pai para a capital Fusaie formou um novo clã em Tosa, o Ramo Tosa-Ichijō (apesar de Norifusa ser considerado o fundador do clã).